# Donkey Xote
Donkey Xote és una pel·lícula d'animació 3D de l'any 2007 dirigida per José Pozo. Va ser estrenada el 5 de desembre de 2007 en quinze països. El guió està basat en la segona part d' El Quixot. Va ser a més la primera pel·lícula d'animació espanyola amb videojoc. Ha estat doblada al català.

## Argument
Fart de la vida contemplativa que porten a La Manxa, Quixot decideix començar una aventura sense límits: afrontar un nou repte de cavaller de la Mitja Lluna a Barcelona.
Si Quixot perd aquest duel, haurà de renunciar al seu amor per Dulcinea per sempre, però si és el vencedor, aquest enigmàtic cavaller no sols lliurarà tots els seus béns i possessions, sinó que també revelarà la veritable identitat de la seva dama.
El problema en aquesta nova marxa és que abans de partir ha de convèncer el seu amic i escuder Sancho, desil·lusionat per l'absència de tresors i illes i al qual, a més, Quixot deu dos anys de salari. Haurà de tirar de Rocinante, el seu antany brau i valerós cavall, ara retirat a una vida tranquil·la i afable cuidant de les seves gallines; i és que la seva actual velocitat punta no supera els dos-cents metres a l'any.
Per sort Quixot compta amb grans aliats disposats a seguir-li fins al final: Rucio, el ruquet de Sancho, amb ànima aventurera i aspirant a convertir-se algun dia en cavall, i si pot ser, del seu admirat el Quixot. I James Gallo, una mescla entre James Bond i Jackie Chan, obsessionat amb protegir la seva esquena.
Però no és gens fàcil fer el paper d'herois en aquests temps, perquè hauran de competir amb centenars de falsos Quijotes que han inundat La Manxa, estimulats per les aventures del llibre, i hauran d'esquivar una gran diversitat de perills durant el seu viatge: mosteles espies, falses Dulcineas, perillosos lleons, ducs histèrics i, el major dels perills, el misteriós Sinistre.

## Actors de veu
| Personatge       | Actor original (en anglès)                             | Actor de doblatge (en català)                               |
| ---------------- | ------------------------------------------------------ | ----------------------------------------------------------- |
| Narrador         | Ellen Gould                                            | Jordi González                                              |
| Don Quixot       | Steve Salazar                                          | Sergio Zamora                                               |
| Sancho           | James Phillips                                         | Toni Mora                                                   |
| Rucio            | Joe Lewis                                              | Lluís Posada                                                |
| Rocinante        | Robert Paterson                                        | José Luis Mediavilla                                        |
| Sansón Carrasco  | Carlton Bacon                                          | Jaume Comas                                                 |
| Dulcinea         | Inés Moraleda                                          | Inés Moraleda                                               |
| Gall James       | Joshua Zamrycki                                        | Xavier Fernández                                            |
| Duc              | Toby Harper                                            | Fèlix Benito                                                |
| Duquessa         | Sarah Davison                                          | Maria Lluïsa Solà                                           |
| Altisidora       | Molly Malcolm                                          | Alicia Laorden                                              |
| Euga             | Carlos Castanon                                        | Jordi Royo                                                  |
| Mustela          | Amber Ockrassa                                         | Eva Martín Ferré                                            |
| Lleó             | –                                                      | José María Neguillo                                         |
| Avellaneda       | Richard Felix                                          | Eduard Lluís Muntada                                        |
| Herald           | Alex Warner                                            | Albert Mieza                                                |
| Presentador      | Nick Bowyer                                            | Jordi Hurtado                                               |
| Fort             | Ewan Watson                                            | Domènec Farell                                              |
| Serrell          | Piers Veness                                           | Aleix Estadella                                             |
| Pitar            | Dermot Arrigan                                         | Óscar Muñoz                                                 |
| Teresa           | Leslie Charles                                         | Glòria González                                             |
| Globus           | Robert Long                                            | Ferran Llavina                                              |
| Servent          | Chris Hood                                             | Jaume Mallofre                                              |
| Veus addicionals | Ewan Watson, Cece Giannotti, Brendan Price i José Pozo | Pilar Gefaell, Jordi Pineda, Albert Soclas, i Albert Vilcan |

## Banda sonora
- Dónde Están Mis Sueños - Marta Sánchez[6]
- A New Day Has Come - Elisabeth Gray
- Hit Me with Your Best Shot - Tessa
- Born Free - Alex Warner
- True Colours - Elisabeth Gray
- I Fought the Law - Alex Warner
- Games People Play - Alex Warner

## Premis
Premis Gaudí de 2009
| Any  | Categoria                    | Resultat |
| ---- | ---------------------------- | -------- |
| 2008 | Millor pel·lícula d'animació | Nominat  |

Premis Goya
| Any  | Categoria                    | Resultat |
| ---- | ---------------------------- | -------- |
| 2008 | Millor pel·lícula d'animació | Nominat  |

## Curiositats
Rucio està doblat per l'actor de doblatge Luis Posada, que és la veu habitual en espanyol de Johnny Depp, Jim Carrey i Leonardo DiCaprio entre d'altres.
Al principi de la pel·lícula, Rucio parla d'un amic seu, que sempre va passejant al costat d'un ogre verd, s'està referint al personatge de Donkey de la pel·lícula Shrek. Donkey Xote és una paròdia del Quixot i a més, un joc de paraules.